# 哥倫比亞斯坦達脂鯉
哥倫比亞斯坦達脂鯉（学名：Steindachnerina atratoensis），為輻鰭魚綱脂鯉目脂鯉亞目無齒脂鯉科的其中一個種，分布於南美洲哥倫比亞Atrato河流域，體長可達8.3公分，棲息在底層水域，以生活習性不明。